# Хромосома 22 (людина)

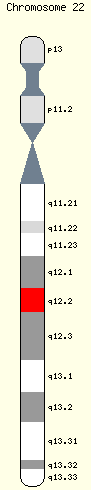
Ідіограма 22-ї хромосома людини

Хромосо́ма 22 — є однією з 23 хромосом людини, однією з 22 аутосом, а також однією з 5 акроцентричних хромосом людини. Хромосома містить близько 51 млн пар основ (англ. base pairs), що становить приблизно від 1,5 до 2 % ДНК людської клітини. Ця хромосома передостання, але попри номер, вона більша за 21-шу хромосому. Кількість генів, розташованих на хромосомі 22 становить приблизно 700.

## Загальна характеристика
Спочатку, розмір 22-ї хромосоми був визначений як найменший серед інших хромосом людини, але в ході подальших досліджень з'ясувалося, що найменшою є 21-ша. Оскільки хромосоми людини нумеруються в порядку зменшення їх розміру, можливо слід було б змінити назви цих двох хромосом, проте через синдром Дауна, розвиток якого відбувається внаслідок трисомії 21-ї хромосоми, що подекуди використовується як синонім цього синдрому, її назву хромосоми було вирішено не змінювати.

## Гени
| Локус           | Ген    | Опис                                                              | Примітки                             |
| 22q11.1-q11.2   | IGL@   | локус імуноглобулін лямбда — містить гени легких ланцюгів антитіл |                                      |
| 22q11.21        | TBX1   | T-box 1                                                           |                                      |
| 22q11           | RTN4R  | Рецептор ретикулона 4                                             | Шизофренія                           |
| 22q11.21-q11.23 | COMT   | ген катехол-O-метилтрансферази                                    |                                      |
| 22q12.1-q13.1   | NEFH   | нейрофіламент, важкий поліпептид 200 кДа                          |                                      |
| 22q12.1         | CHEK2  | CHK2 блокування клітинного циклу при пошкодженнях ДНК             | Рак молочної залози                  |
| 22q12.2         | NF2    | neurofibromin 2                                                   | Білатеральна неврома слухового нерву |
| 22q13           | SOX10  | SRY (ділянка детермінації статі Y)-box 10                         |                                      |
| 22q13.2         | EP300  | E1A-зв’язуючий протеїн p300                                       |                                      |
| 22q13.3         | WNT7B  | MMTV інтеграційна ділянка сигнального шляху WNT, член 7B          |                                      |
| 22q13.3         | SHANK3 | SH3 та множинний анкірин повторюючі ділянки 3                     | Синдром делеції 22q13                |

## Хвороби та розлади
- Бічний аміотрофічний склероз
- Рак молочної залози
- Синдром ДіДжорджа
- Синдром делеції 22q11.2
- Синдром делеції 22q13
- Синдром Лі-Фраумені
- Нейрофіброматоз II типу
- Синдром Рубінштейна-Тобі
- Синдром Ваарденбурга
- Синдром котячого ока
- Метгемоглобінемія
- Шизофренія